# U-79 (tàu ngầm Đức) (1941)
U-79 là một tàu ngầm tấn công  Lớp Type VII thuộc phân lớp Type VIIC được Hải quân Đức Quốc Xã chế tạo trong Chiến tranh Thế giới thứ hai. Nhập biên chế năm 1941, nó đã thực hiện được sáu chuyến tuần tra, đánh chìm được hai tàu buôn tổng tải trọng 2.983 GRT cùng một tàu chiến tải trọng 625 tấn, đồng thời gây hư hại cho một tàu buôn khác. Trong chuyến tuần tra cuối cùng trong Địa Trung Hải, U-79 bị các tàu khu trục Anh HMS Hasty và HMS Hotspur đánh chìm về phía Bắc Sollum, Ai Cập vào ngày 23 tháng 12, 1941.

## Thiết kế và chế tạo

### Thiết kế

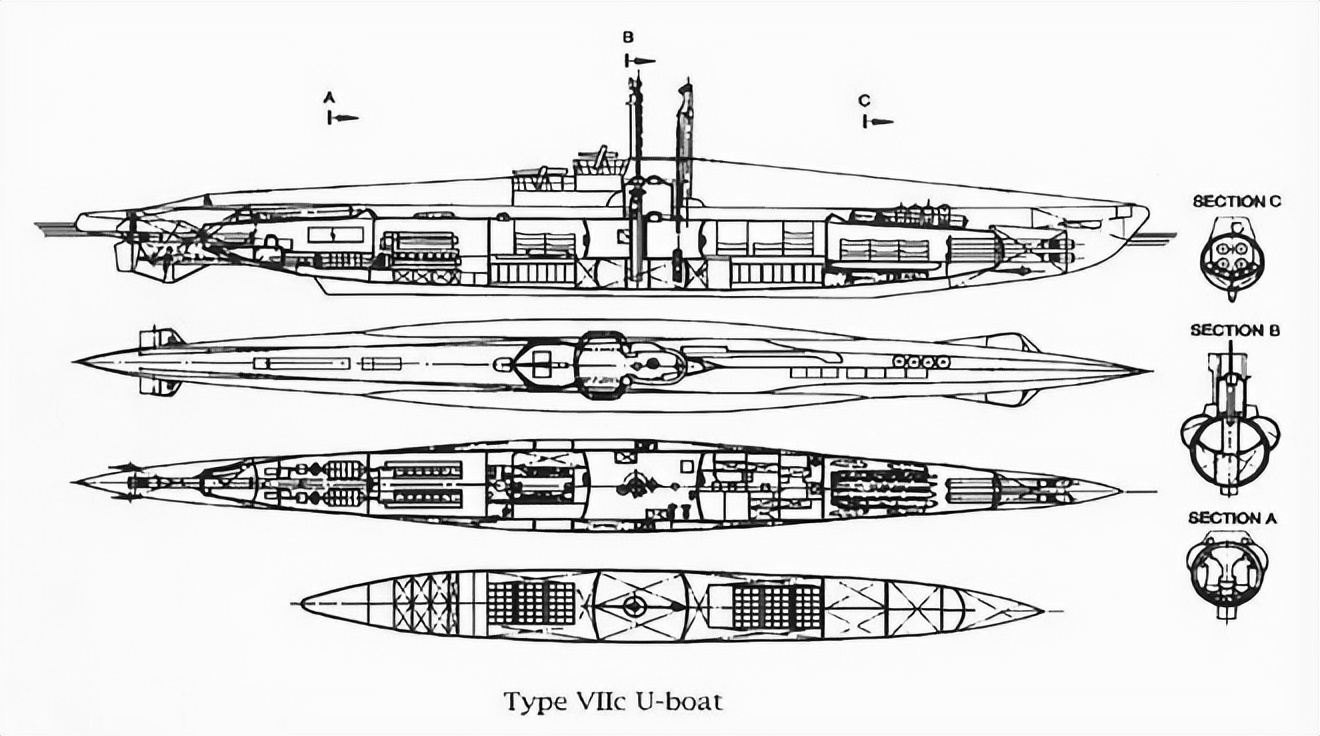
Sơ đồ các mặt cắt một tàu ngầm Type VIIC

Phân lớp VIIC của Tàu ngầm Type VII là một phiên bản VIIB được kéo dài thêm. Chúng có trọng lượng choán nước 769 t (757 tấn Anh) khi nổi và 871 t (857 tấn Anh) khi lặn). Con tàu có chiều dài chung 67,10 m (220 ft 2 in), lớp vỏ trong chịu áp lực dài 50,50 m (165 ft 8 in), mạn tàu rộng 6,20 m (20 ft 4 in), chiều cao 9,60 m (31 ft 6 in) và mớn nước 4,74 m (15 ft 7 in).
Chúng trang bị hai động cơ diesel Germaniawerft F46 siêu tăng áp 6-xy lanh 4 thì, tổng công suất 2.800–3.200 PS (2.100–2.400 kW; 2.800–3.200 bhp), dẫn động hai trục chân vịt đường kính 1,23 m (4,0 ft), cho phép đạt tốc độ tối đa 17,7 kn (32,8 km/h), và tầm hoạt động tối đa 8.500 nmi (15.700 km) khi đi tốc độ đường trường 10 kn (19 km/h). Khi đi ngầm dưới nước, chúng sử dụng hai động cơ/máy phát điện AEG GU 460/8–27  tổng công suất 750 PS (550 kW; 740 shp). Tốc độ tối đa khi lặn là 7,6 kn (14,1 km/h), và tầm hoạt động 80 nmi (150 km) ở tốc độ 4 kn (7,4 km/h). Con tàu có khả năng lặn sâu đến 230 m (750 ft).
Vũ khí trang bị có năm ống phóng ngư lôi 53,3 cm (21 in), bao gồm bốn ống trước mũi và một ống phía đuôi, và mang theo tổng cộng 14 quả ngư lôi, hoặc tối đa 22 quả thủy lôi TMA, hoặc 33 quả TMB. Tàu ngầm Type VIIC bố trí một hải pháo 8,8 cm SK C/35 cùng một pháo phòng không 2 cm (0,79 in) trên boong tàu. Thủy thủ đoàn bao gồm 4 sĩ quan và 40-56 thủy thủ.

### Chế tạo
U-79 được đặt hàng vào ngày 25 tháng 1, 1939, và được đặt lườn tại xưởng tàu của hãng Bremer Vulkan-Vegesacker Werft tại Bremen-Vegesack vào ngày 17 tháng 4, 1940. Nó được hạ thủy vào ngày 25 tháng 1, 1941, và nhập biên chế cùng Hải quân Đức Quốc Xã vào ngày 13 tháng 3, 1941 dưới quyền chỉ huy của Hạm trưởng, Đại úy Hải quân Wolfgang Kaufmann.

## Lịch sử hoạt động

### Chuyến tuần tra thứ nhất
U-79 khởi hành từ Kiel vào ngày 5 tháng 6, 1941 cho chuyến tuần tra đầu tiên trong chiến tranh. Chiếc tàu ngầm băng qua khe GIUK giữa quần đảo Faroe và Iceland để đi đến khu vực tuần tra tại eo biển Đan Mạch và vùng biển phía Đông Newfoundland, Canada. Nó đã đánh chìm tàu buôn Na Uy Havtor 1.524 GRT ở phía Tây Iceland vào ngày 11 tháng 6, rồi gây hư hại cho tàu chở dầu Hà Lan Tibia 10.356 GRT tại tọa độ 59°55′B 39°00′T / 59,917°B 39°T về phía Tây Nam Iceland vào ngày 27 tháng 6. Chiếc tàu ngầm kết thúc chuyến tuần tra và đi đến cảng Lorient bên bờ biển Đại Tây Dương của Pháp đã bị Đức chiếm đóng, đến nơi vào ngày 5 tháng 7.

### Chuyến tuần tra thứ hai
U-79 khởi hành từ Lorient vào ngày 21 tháng 7, 1941 cho chuyến tuần tra thứ hai để hoạt động ngoài khơi vịnh Biscay và bờ biển Bồ Đào Nha. Nó đã tham gia cùng bảy tàu U-boat khác nhằm tấn công Đoàn tàu OG 69, và đã đánh chìm chiếc tàu buôn Anh Kellwyn 1.459 GRT ở vị trí khoảng 350 nmi (650 km) về phía Tây Bắc mũi Finisterre, Tây Ban Nha vào ngày 27 tháng 7. Đến ngày 12 tháng 8, chiếc tàu ngầm bị các tàu hộ tống một đoàn tàu vận tải tấn công bằng mìn sâu ngoài khơi bờ biển Bồ Đào Nha và bị hư hại, nên phải kết thúc sớm chuyến tuần tra và quay trở về căn cứ Lorient vào ngày 16 tháng 8.

### Chuyến tuần tra thứ ba
Chuyến tuần tra thứ ba của U-79 trong vịnh Biscay chỉ kéo dài năm ngày (từ ngày 14 đến ngày 18 tháng 9).

### Chuyến tuần tra thứ tư
Xuất phát từ Lorient vào ngày 28 tháng 9 cho chuyến tuần tra thứ tư, U-79 băng qua eo biển Gibraltar được Hải quân Hoàng gia Anh canh phòng chặt chẽ để tiến vào Địa Trung Hải. Sau đó chiếc tàu ngầm đi qua eo biển Messina giữa đảo Sicilia và lục địa Ý để tuần tra tại phía Đông Địa Trung Hải dọc bờ biển Libya và Ai Cập. Tại đây nó đã đánh chìm pháo hạm HMS Gnat (625 tấn) ở vị trí 30 nmi (56 km) về phía Đông Bắc Bardia (El Burdi), Libya vào ngày 21 tháng 10; tuy nhiên Gnat sau đó được trục vớt và sửa chữa, và phục vụ như một bệ pháo cố định. U-79 kết thúc chuyến tuần tra và đi đến đảo Salamis, Hy Lạp vào ngày 23 tháng 10.

### Chuyến tuần tra thứ năm
Khởi hành từ Salamis vào ngày 29 tháng 11 cho chuyến tuần tra thứ năm, U-79 tiếp tục hoạt động dọc bờ biển Libya và Ai Cập. Vào ngày 6 tháng 12, nó phóng một loạt bốn quả ngư lôi tấn công thiết giáp hạm HMS Queen Elizabeth nhưng đều không trúng đích, và quay trở lại Salamis vào ngày 8 tháng 12 mà không đánh chìm được mục tiêu nào.

### Chuyến tuần tra thứ sáu - Bị mất
Xuất phát từ Salamis, Hy Lạp vào ngày 21 tháng 12, 1941 cho chuyến tuần tra thứ sáu, cũng là chuyến cuối cùng trong chiến tranh, U-79 tiếp tục hoạt động dọc bờ biển Bắc Phi ngoài khơi Libya và Ai Cập. Chỉ hai ngày sau đó, 23 tháng 12, nó bị các tàu khu trục Anh HMS Hasty và HMS Hotspur phát hiện và tấn công bằng mìn sâu. U-79 đắm ở vị trí về phía Bắc Sollum, Ai Cập, tại tọa độ 32°15′B 25°19′Đ / 32,25°B 25,317°Đ; toàn bộ 44 thành viên thủy thủ đoàn đều sống sót và bị bắt làm tù binh chiến tranh.

### "Bầy sói" tham gia
U-79 từng tham gia bầy sói:
- Goeben (28 tháng 9 – 5 tháng 10, 1941)

### Tóm tắt chiến công
U-79 đã đánh chìm được hai tàu buôn tổng tải có trọng 2.983 GRT cùng một tàu chiến tải trọng 625 tấn, đồng thời gây hư hại cho một tàu buôn khác:
| Ngày              | Tên tàu  | Quốc tịch              | Tải trọng | Số phận          |
| ----------------- | -------- | ---------------------- | --------- | ---------------- |
| 11 tháng 6, 1941  | Havtor   | Norway                 | 1.524     | Bị đánh chìm     |
| 27 tháng 6, 1941  | Tibia    | Netherlands            | 10.356    | Bị hư hại        |
| 27 tháng 7, 1941  | Kellwyn  | United Kingdom         | 1.459     | Bị đánh chìm     |
| 21 tháng 10, 1941 | HMS Gnat | Hải quân Hoàng gia Anh | 625       | Tổn thất toàn bộ |